# Liber ad honorem Augusti
O Liber ad honorem Augusti sive de rebus Siculis ("Livro em honra do imperador, ou sobre assuntos sicilianos"; também chamado Carmen de motibus Siculis, poema sobre a revolta siciliana) é uma narrativa épica panegírica ilustrada, escrita em latim, em Palermo em 1196 por Pedro de Eboli (em latim, Petrus de Ebulo) dedicada ao imperador Henrique VI da Germânia. A cópia de apresentação, encomendada pelo chanceler Conrado de Querfurt tem o registro MS. 120 II da Biblioteca Municipal de Berna.

## Conteúdo
A obra, em versos de duas linhas e em três livros, celebra a conquista do Reino da Sicília, relatando as lutas do imperador Henrique VI.
O fino manuscrito com iluminuras  publicado em 1746 por Samuel Engel, com as miniaturas e as correções talvez autografadas, denota um cuidado particular, provavelmente em vista do objetivo de fazer uma doação ao imperador, o que não se sabe se efetivamente ocorreu.
A obra, desigual no tom, foi composta entre a invasão de Henrique VI à Itália contra Tancredo da Sicília e 28 de setembro de 1197, data da morte do imperador. Segundo Hubert Houben, foi composta na primavera de 1195.
Contém muitas informações sobre Constança da Sicília, a esposa de Henrique VI (part. 20ff.), e o nascimento do seu filho Frederico II (part. 43).
A obra fornece uma rica descrição da vida na Sicília no século XII. Pode ser comparada com a Tapeçaria de Bayeux do século XI. As ferozes caricaturas de Tancredo, que é descrito como quase um macaco em estatura e características, demonstram o viés propagandístico do texto.

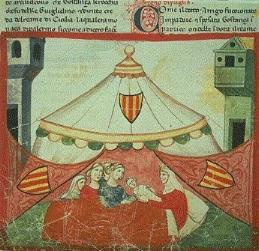
Nascimento de Frederico II
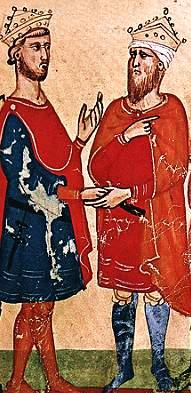
Frederico II (à esquerda)
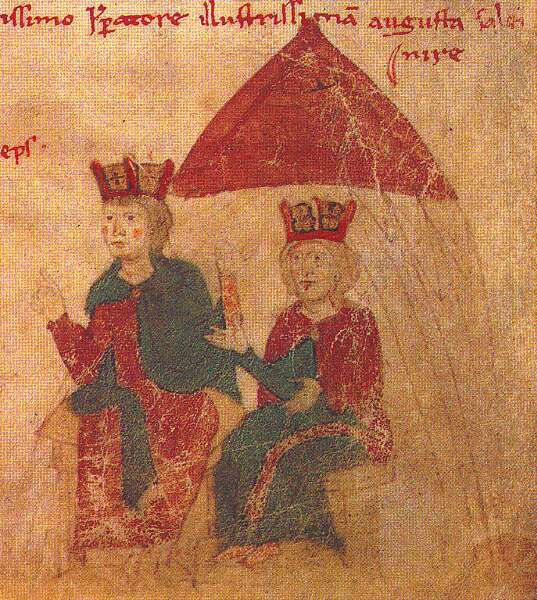
Henrique VI e Constança da Sicília
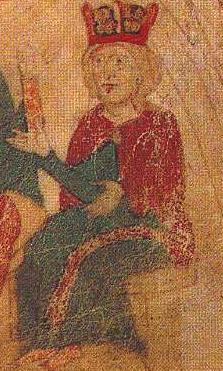
Constança da Sicília
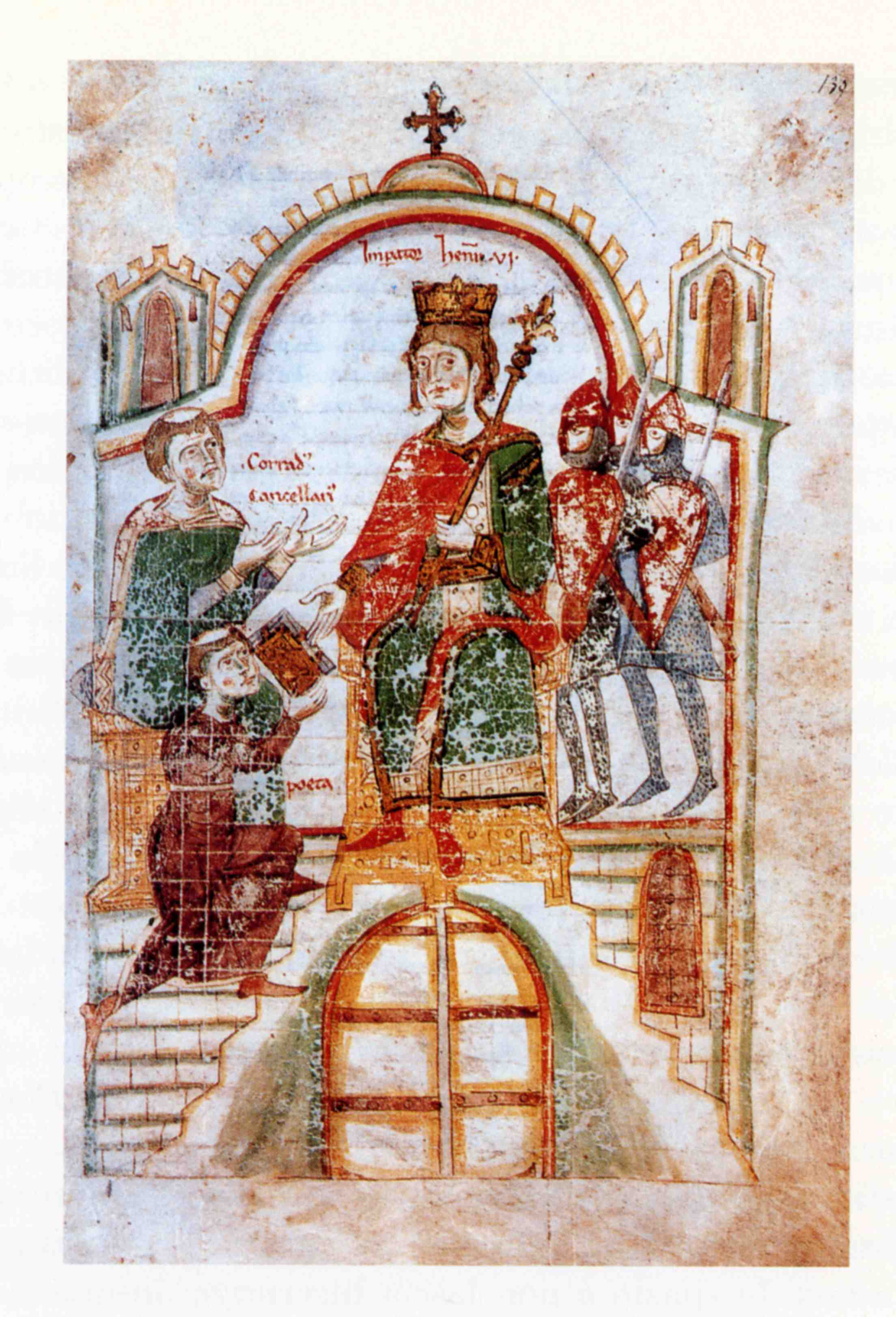
Pedro de Eboli, ajoelhado, oferece a sua obra ao imperador